# Theatre of the Deranged II
Série
Theatre of the Deranged
(2012)
Pour plus de détails, voir Fiche technique et Distribution.
Theatre of the Deranged II est un film d'horreur américain sorti en 2013, réalisé par James Cullen Bressack (segment Unmimely Demise), Shawn Burkett (segment Panty Raid), Eric Hollerbach (segment Damien Shadows' Theatre of the Deranged), Christopher Leto (segment My Aunt is Coming to Town) et écrit par James Cullen Bressack, Shawn Burkett, Eric Hollerbach et Dustin Mills (segment PlateFace). Le film met en vedettes dans les rôles principaux Eri Akita, Amanda Back, Jody Barton, Haley Madison, Sloane Morgan Siegel et Aaron Quick Nelson.

## Synopsis
Le film est une anthologie d’horreur composée de 5 courts métrages. Chaque segment est introduit par Damien Shadows (Eric Hollerbach), un enquêteur paranormal et chasseur de fantômes sur Internet, doté de capacités psychiques. Après chaque conte, Shadows éduque le public sur l’entité paranormale que chaque épisode abrite. Il analyse chaque segment, identifie la hantise et donne au public des conseils sur la façon de se débarrasser de chaque entité. Damien vous montre comment conjurer les esprits après chaque conte terrifiant de cette anthologie. 

### Tag, réalisé par Shane Ryan
Une jeune fille garde un secret et est hantée par ce qu’elle a fait dans le passé. Lorsque le fantôme de son amie apparaît, elle doit se faire exactement ce qu’elle a fait à son amie il y a tant d’années.

### Panty Raid, réalisé par Shawn Burkett
Un groupe de filles d’une sororité étudiante doit faire face à un pervers qui vole leurs sous-vêtements. Cependant, ce n’est pas un gars d’université typique qui essaie de s’amuser un peu. Cet individu dérangé est à la recherche d’un style particulier de culotte, et il va tuerpour obtenir la culotte parfaite.

### Untimely Demise, de James Cullen Bressack
Un homme et son fils combattent un mime maléfique qui a un compte à régler. La star de cinéma pour adultes Sophie Dee joue le rôle de la femme d’un mime, qui le trompe avec un clown. Avec ses pouvoirs de mime, le mari trompé la tue, ainsi que le clown. Celui-ci revient des années plus tard pour se venger de son ancien partenaire et de son fils.

### My Aunt is Coming to Town, de Christopher Leto
Erin (Olivia Blake) et Jeff (Aaron Quick Nelson) sont un jeune couple qui commence tout juste leur relation. Jeff découvrira à ses dépens qu’Olivia a un secret terrifiant qu’elle lui cache. Tous les trois mois, sa « tante » lui rend visite, apportant avec elle une puissante soif de sang.

### PlateFace, réalisé par Dustin Mills
C’est un film muet, tourné en noir et blanc, avec les trois personnages principaux portant des masques blancs tout au long. Un homme est présenté à la fille de sa petite amie veuve avant d’emménager ensemble. Il commence à développer une obsession mortelle pour sa fille et devient de plus en plus obsédé par elle, jusqu’à ce qu’il ne puisse plus contenir ses pulsions.

## Distribution
- Aaron Quick Nelson : Jeff[5]  (segment My Aunt is Coming to Town)[1].
- Eri Akita : Miki (segment Tag)
- Amanda Back : Amanda (segment Panty Raid)
- Jody Barton : Robert (segment Unmimely Demise)
- Olivia Blake : Erin (segment Ma tante vient en ville)
- Lorin Dineen : Lorin (segment Panty Raid)
- Mike Duffau : Fido (segment Ma tante arrive en ville)
- Sloane Morgan Siegel : Kyle[5] (segment Unmimely Demise)
- Haley Madison : Casey (segment Panty Raid)
- Sophie Dee : Kate (segment Unmimely Demise)
- Mariko Miyamitsu : AKI (segment Tag)[6].
- Shawn Burkett : Frat Boy #1 (segment Panty Raid)
- Shade Burnett : Tante Flo (segment Ma tante vient en ville)
- Phillip Andrew Christopher : Kenny (segment Unmimely Demise)[1].

## Production
Le film fait suite à Theatre of the Deranged (2012). Il est sorti en 2013 aux États-Unis, son pays d’origine.